# 日本行政学会
日本行政学会（にほんぎょうせいがっかい：Japanese Society for Public Administration）は、日本の行政学者・大学院生を対象とした学術団体である。会員数は、650名強。
1950年創設。学会機関誌は『年報行政研究』（年刊）である。学会大会は年に一回（5月中旬頃が目安）行われる。首都圏の大学を開催校にする偶数年と、それ以外の地域の大学を開催学校とする奇数年とで、交互に開催されている。現理事長は原田久。理事会の改選は、2年毎で、偶数年に行われる。

## 歴代理事長
- 1975年-1980年：阿利莫二
- 1986年-1990年：佐藤竺
- 1990年-1994年：片岡寛光
- 1994年-1998年：西尾勝
- 1998年-2000年：村松岐夫
- 2000年-2002年：大森彌
- 2002年-2004年：今村都南雄
- 2004年-2006年：水口憲人
- 2006年-2008年：新藤宗幸
- 2008年-2010年：橋本信之
- 2010年-2012年：森田朗
- 2012年-2014年：縣公一郎
- 2014年-2016年：真渕勝
- 2016年-2018年：大山耕輔
- 2018年-2020年：城山英明
- 2020年-2022年：北山俊哉
- 2022年-2024年：原田久